# 戸田恵梨香
戸田 恵梨香（とだ えりか、1988年〈昭和63年〉8月17日 - ）は、日本の女優。兵庫県神戸市灘区出身。フラーム所属。夫は俳優の松坂桃李。一児の母。

## 略歴
小学5年生（11歳）の時から芸能活動を開始。テレビドラマのNGシーンを放送するバラエティ番組を見て役者たちの楽しそうな姿に惹かれ、その世界に興味を抱いた。このことがきっかけで両親が芸能事務所のオーディションに応募し、合格する。上京する以前は大阪の事務所グレースに所属していた。
2000年、NHK連続テレビ小説『オードリー』にて、大竹しのぶ演じるヒロインの養母・吉岡滝乃役の幼少時代として回想シーンに出演する。
2003年、『週刊ヤングジャンプ』（集英社）誌面で開催されるオーディション「制コレ」にて入賞し、制コレ03のメンバーに選ばれる。
2004年、中学を卒業する時に現在の所属事務所であるフラームから声をかけられて移籍。高校には進学せず、単身で上京して本格的に女優業を開始する。
2005年、ドラマ『エンジン』（フジテレビ系）や『野ブタ。をプロデュース』（日本テレビ系）にレギュラー出演。また、第26回「ビクター・甲子園ポスター」キャンペーンのイメージキャラクターに起用される。同年10月、このキャンペーンの企画として、ビクターエンタテインメントから初主演のDVDショートムービー「Calling you」が発売された。
2006年6月公開の映画『デスノート』で映画に初出演する。
2007年公開の映画『Presents〜うに煎餅〜』で映画初主演。同年放送のドラマ『LIAR GAME』（フジテレビ系）で連続ドラマ初主演を務める。
2008年には『いのうえ歌舞伎☆號「IZO」』で初舞台を経験するほか、『流星の絆』（TBS系）など話題のドラマで活躍し、2009年のエランドール賞新人賞や東京ドラマアウォード助演女優賞を受賞した。
2009年3月に公開された映画『恋極星』で長編映画初主演。2010年放送のドラマ『SPEC〜警視庁公安部公安第五課 未詳事件特別対策係事件簿〜』（TBS系）では新境地となる役柄に挑戦し、その後続編としてスペシャルドラマや映画でシリーズ化されるヒット作となった。
2018年、日本人で初めてフランスの化粧品ブランド「ランコム」のミューズに就任した。
2019年度後期のNHK連続テレビ小説『スカーレット』でヒロインを務める。
2020年12月10日、俳優の松坂桃李と結婚したことをそれぞれの所属事務所を通じて明らかにした。
2022年11月28日、第1子を妊娠したことを所属事務所を通じて明らかにした。2023年5月4日、第1子を出産したことを所属事務所及び自身のSNSを通じて明らかにした。
2025年4月15日、グッチのブランドアンバサダーに就任したことを、自身のインスタグラムにて報告。

## 人物
- 趣味は映画観賞、スキューバダイビング[1]。
- お気に入りの本は、森下典子の『日日是好日-「お茶」が教えてくれた15のしあわせ-』（新潮文庫）。この作品から、四季の景色や音の移り変わりを五感で感じることが自身にとっての幸せであると気づき、大きな影響を受けたという[19][20]。
- 好きな食べ物は寿司[21]。
- 6歳上の兄と6歳下の妹がいる[22]。自身が6歳の時に阪神・淡路大震災で被災し、家中の物が落ちてくるなか父親に助けられたが、親しくしていた近所の人々が亡くなってしまった[23]。
- チワックスの「ちくわ」とミニチュアシュナウザーの「ダブ」という名前の犬を飼っている。
- 憧れの女優は大竹しのぶや中谷美紀と答えたことがある[22]。また、ドラマW『この街の命に』（WOWOW）で共演した田中裕子の芝居に強く魅了されたという[4]。女優としては、「10年後も20年後も観る人の心に長く残るような作品に携わっていきたい」と述べている[19]。
- 新垣結衣とは互いを「がっちゃん」「トッティー」と呼び合う旧知の仲であり、『コード・ブルー 3rd season』では2人の絆によって生まれたシーンが存在する[24]。同ドラマで共演した比嘉愛未とも仲が良く、3人で女子会をすることもある[25]。また、大島優子とも親交があり、連続テレビ小説『スカーレット』では幼なじみ役で共演している[26]。
- 水川あさみとも親友であるが、マスコミによって不仲説が報道された。それに対して戸田は水川とそれぞれにコメントを発表。戸田は「どれだけの人を巻き込んだら気が済むのだろう。どれだけの人を傷つけたら気が済むのだろう。どれだけ物語りを広げるのだろう。どんな写真を撮ったら満足するのだろう。嘘をつき続けて苦しくはありませんか？あなたの心が心配です、私を追いかけて、どうか車の事故を起こさぬようお気をつけください」と報道陣に釘を刺し、続けて「これから先、プライベートの事で何かをご報告する事があるのか分かりませんが、私に関する事は私から発信されるもの以外そこに事実はありません」と伝えた[27]。
- 死への恐怖心が幼少期の頃から異常に強い[28]。

## 出演
主演作品は役名を太字で表示

### テレビドラマ
- 連続テレビ小説（NHK総合）
  - オードリー 第3話（2000年10月4日） - 吉岡滝乃（少女時代） 役
  - スカーレット（2019年9月30日 - 2020年3月28日） - 主演・川原喜美子 役[16][29][30]
- 浪花少年探偵団 第10話（2000年12月9日、NHK教育）
- 聖徳太子（2001年11月10日、NHK総合） - 刀自古郎女（子供時代）役
- 新・ズッコケ三人組 第4話（2002年4月27日、NHK教育） - 榎本由美子 役
- パパ トールド★ミー 大切な君へ 第8話（2003年、NHK教育）
- ディビジョン1 ステージ8「放課後。」（2004年11月24日 - 12月22日、フジテレビ） - 今井紗枝 役
- エンジン（2005年4月18日 - 6月27日、フジテレビ） - 樋田春海 役
- ヒューマンドラマスペシャル「天国へのカレンダー」（2005年5月20日、フジテレビ） - 高木ゆかり 役
- 金曜エンタテイメント特別企画「ずっと逢いたかった。」（2005年9月30日、フジテレビ） - 鳴海雪子 役
- 野ブタ。をプロデュース（日本テレビ） - 上原まり子 役
  - 野ブタ。をプロデュース（2005年10月15日 - 12月17日）
  - 野ブタ。をプロデュース 特別編（2020年4月11日 - 6月20日）[31][32][33][34]
- 女王の教室スペシャル エピソード1〜堕天使〜（2006年3月17日、日本テレビ） - 池内愛（18歳時） 役
- 奇跡の動物園〜旭山動物園物語〜 シリーズ（フジテレビ） - 泉佐和子 役
  - 奇跡の動物園〜旭山動物園物語〜（2006年5月13日）
  - 奇跡の動物園2007〜旭山動物園物語〜（2007年5月11日）
  - 奇跡の動物園2008〜旭山動物園物語〜（2008年5月16日）
  - 奇跡の動物園2010〜旭山動物園物語〜（2010年2月12日）
  - 新・奇跡の動物園 旭山動物園物語2015〜命のバトン〜（2015年4月10日）
- ギャルサー（2006年4月15日 - 6月24日、日本テレビ） - サキ（広瀬サキ子） 役
- もうひとつのシュガー&スパイス「大学生編」（2006年8月30日、フジテレビ） - 井上美波 役
- たったひとつの恋（2006年10月14日 - 12月16日、日本テレビ） - 本宮裕子 役
- 翼の折れた天使たち 第二夜「サクラ」（2007年2月27日、フジテレビ） - 主演・斉藤遥 役
- 花より男子2 リターンズ 第10話・第11話（2007年3月9日・3月16日、TBS） - 中島海 役
- LIAR GAME シリーズ（フジテレビ） - 主演・神崎直 役（松田翔太とW主演）
  - Season1（2007年4月14日 - 6月23日、フジテレビ）
  - Season2（2009年11月10日 - 2010年1月19日、フジテレビ）
- 牛に願いを Love&Farm（2007年7月3日 - 9月11日、関西テレビ） - 千葉和美 役
- 雪之丞変化（2008年1月3日、NHK総合） - 浪路 役
- 世にも奇妙な物語 （フジテレビ）
  - 2008年 春の特別編「これ……見て……」（2008年4月2日） - 主演・河合あさみ 役
  - 2014年 秋の特別編「ファナモ」（2014年10月18日） - 主演・温子 役
- コード・ブルー -ドクターヘリ緊急救命- シリーズ（フジテレビ） - 緋山美帆子 役
  - コード・ブルー -ドクターヘリ緊急救命-（2008年7月3日 - 9月11日）
  - コード・ブルー -ドクターヘリ緊急救命- 新春スペシャル（2009年1月10日）
  - コード・ブルー -ドクターヘリ緊急救命- 2nd season（2010年1月11日 - 3月22日）
  - コード・ブルー -ドクターヘリ緊急救命- 3rd season（2017年7月17日 - 9月18日）[35]
  - コード・ブルー 特別編 -もう一つの戦場- （2018年7月28日）[36]
- 関西テレビ放送開局50周年記念ドラマ「ありがとう、オカン」（2008年10月7日、関西テレビ） - 西田紀世子 役
- 流星の絆（2008年10月17日 - 12月19日、TBS） - 有明静奈 役
- BOSS シリーズ（フジテレビ） - 木元真実 役
  - 1stシーズン（2009年4月16日 - 6月25日）
  - 2ndシーズン（2011年4月14日 - 6月30日）
- うぬぼれ刑事 第4話（2010年7月30日、TBS） - 羽柴祐子 / 昭島ユリ 役
- SPEC〜警視庁公安部公安第五課 未詳事件特別対策係事件簿〜 シリーズ（TBS） - 主演・当麻紗綾 役（加瀬亮とW主演）
  - SPEC〜警視庁公安部公安第五課 未詳事件特別対策係事件簿〜（2010年10月8日 - 2010年12月17日）
  - SPEC〜翔〜（2012年4月1日）
  - SPEC〜零〜（2013年10月23日）
- 大切なことはすべて君が教えてくれた（2011年1月17日 - 3月28日、フジテレビ） - 主演・上村夏実 役（三浦春馬とW主演）[37]
- 鍵のかかった部屋 シリーズ（フジテレビ） - ヒロイン・青砥純子 役
  - 鍵のかかった部屋（2012年4月16日 - 6月25日）
  - 鍵のかかった部屋SP（2014年1月3日）
  - 鍵のかかった部屋 特別編（2020年5月11日 - 6月29日 ）[38][39]
- 東野圭吾ミステリーズ 第7話「白い凶器」（2012年8月23日、フジテレビ） - 主演・中町由希子 役
- 書店員ミチルの身の上話[40]（2013年1月8日 - 3月12日、NHK総合） - 主演・古川ミチル 役
- SUMMER NUDE（2013年7月8日 - 9月16日、フジテレビ） - 谷山波奈江 役[41]
- 花の鎖（2013年9月17日、フジテレビ） - 主演・高野紗月 役（中谷美紀、松下奈緒とトリプル主演）
- 海の上の診療所（2013年10月14日 - 11月25日、フジテレビ） - 羽鳥輝 役
- ドラマW 三谷幸喜「大空港2013」（2013年12月29日、WOWOW） - 倉科百合子 役
- 連続ドラマW 予告犯 -THE PAIN-（2015年6月7日 - 7月5日、WOWOW） - 吉野絵里香 役[42]
- オムニバスドラマ 恋愛あるある。「同棲恋愛あるある」（2015年6月24日、フジテレビ） - 主演・小澤真理 役[43]
- リスクの神様（2015年7月8日 - 9月16日、フジテレビ） - ヒロイン・神狩かおり 役[44]
- この街の命に（2016年4月2日、WOWOW） - 幡枝亜紀 役[45]
- #ハイ_ポール「タイムパトロールのOL」（2016年10月13日 - 12月15日、フジテレビ） - 主演・外村リエ 役[46]
- リバース（2017年4月14日 - 6月16日、TBS） - ヒロイン・越智美穂子 役[47]
- 崖っぷちホテル!（2018年4月15日 - 6月17日、日本テレビ） - ヒロイン・桜井佐那 役[48]
- 大恋愛〜僕を忘れる君と（2018年10月12日 - 12月14日、TBS） - 主演・北澤尚 役[49][50]
  - 大恋愛 特別編（2020年6月5日 - 6月19日）[51]
- 俺の家の話（2021年1月22日 - 3月26日、TBS） - 志田さくら 役[52]
- ハコヅメ〜たたかう!交番女子〜（2021年7月7日 - 9月15日、日本テレビ） - 主演・藤聖子 役（永野芽郁とW主演）[53]

### 映画
- デスノート シリーズ - 弥海砂 役
  - デスノート（2006年6月17日公開）
  - デスノート the Last name（2006年11月3日公開）
  - L change the WorLd（2008年2月9日公開）
  - デスノート Light up the NEW world（2016年10月29日公開）[54]
- ユメ十夜 プロローグ・エピローグ - 女学生 役（2007年1月27日公開）
- 天国は待ってくれる（2007年2月10日公開） - 上野美奈子 役
- Presents〜うに煎餅〜（2007年3月10日公開） - 主演・松下羽月 役
- 闘茶〜Tea Fight〜（2008年7月12日公開） - 八木美希子 役 ※日本・台湾合作
- 恋極星（2009年3月14日公開） - 主演・柏木菜月 役
- GOEMON（2009年5月1日公開） - 夕霧太夫 役
- アマルフィシリーズ - 安達香苗 役
  - アマルフィ 女神の報酬（2009年7月18日公開）
  - アンダルシア 女神の報復（2011年6月25日公開）
- 沈まぬ太陽（2009年10月24日公開） - 恩地純子 役
- 大洗にも星はふるなり（2009年11月7日公開） - 江里子 役
- LIAR GAME The Final Stage（2010年3月6日公開） - 主演・神崎直 役（松田翔太とW主演）
- 阪急電車 片道15分の奇跡（2011年4月23日公開） - 森岡ミサ 役
- DOG×POLICE 純白の絆（2011年10月1日公開） - 水野夏希 役
- 劇場版 SPEC シリーズ - 主演・当麻紗綾 役（加瀬亮とW主演）
  - 劇場版 SPEC〜天〜（2012年4月7日公開）
  - 劇場版 SPEC〜結〜 漸ノ篇（2013年11月1日公開）/ 爻ノ篇（2013年11月29日公開）
- エイプリルフールズ（2015年4月1日公開） - 主演・新田あゆみ 役
- 駆込み女と駆出し男（2015年5月16日公開） - じょご 役
- 予告犯（2015年6月6日公開） - 吉野絵里香 役
- 日本のいちばん長い日（2015年8月8日公開） - 保木玲子 役
- ぼくのおじさん（2016年11月3日公開） - みのり先生 役[55]
- 無限の住人（2017年4月29日公開） - 乙橘槇絵 役
- 劇場版 コード・ブルー -ドクターヘリ緊急救命-（2018年7月27日公開） - 緋山美帆子 役[56][57][58]
- あの日のオルガン（2019年2月22日公開） - 主演・板倉楓 役（大原櫻子とW主演）[59]
- 町田くんの世界（2019年6月7日公開） - 吉高葵 役[60]
- 最初の晩餐（2019年11月1日公開） - 東美也子 役[61][62]
- 母性（2022年11月23日公開） - 主演・ルミ子 役[63]

### 舞台
- いのうえ歌舞伎☆號 「IZO」（2008年1月 - 青山劇場、2月 - シアターBRAVA!） - おみつ 役
- シス・カンパニー『寿歌（ほぎうた）』（2012年1月 - 2月 - 新国立劇場） - キョウコ 役

### Webドラマ・ムービー
- ミュードラ「Lily」（2008年、フジパシフィック音楽出版） - 主演・ユリ 役
- Oh! my PROPOSE（2010年6月26日 - 9月30日配信、GYAO! / フジテレビ） - 主演・崎山由美 役（平岡祐太とW主演）[64][65]
- I LOVE YOU『透明ポーラーベア』（2013年7月18日 - 、UULA） - 主演・千穂 役[66]
- 島＆都市暮らしPRムービー「デュアル」（2017年10月30日公開、博報堂） - 妻 役[67]

### 声優
- プレイステーション3用ゲームソフト 「GENJI -神威奏乱-」（2006年11月11日発売） - 静御前 役
- アーサーとミニモイの不思議な国（2007年9月22日公開） - セレニア 役

### DVDムービー・ドラマ
- Calling you（2005年10月7日、ビクターエンタテインメント） - 主演・エリカ 役
- ON THE WAY COMEDY 道草（2007年6月20日、ポニーキャニオン）[68]
- MAY be Happy（2007年7月18日、エイベックス・ピクチャーズ）[69]

### 情報・ドキュメンタリー
- 闘うナースSP "コード・ブルー"が見た奇跡の物語（2010年3月21日、フジテレビ）
- アスリートの魂「サッカー "挫折を成長に変えて" サッカー日本代表 香川真司」（2011年10月10日、NHK総合） - ナレーション
- 輝く女（2013年1月23日（前編）・2013年1月30日（後編）、NHK BSプレミアム）
- ドキュメント72時間「恐山 死者たちの場所」（2014年6月6日、NHK総合） - ナレーション
- 中国王朝 よみがえる伝説「悪女たちの真実 西太后」（2017年1月25日、NHK BSプレミアム） - ナビゲーター[70]
- 中国王朝 よみがえる伝説「悪女たちの真実 楊貴妃」（2017年2月22日、NHK BSプレミアム） - ナビゲーター[71]
- 中国王朝 よみがえる伝説「悪女たちの真実 始皇帝の母 趙姫」（2017年3月29日、NHK BSプレミアム） - ナビゲーター[72]
- ネコメンタリー 猫も、杓子（しゃくし）も。「角田光代とトト」（2017年3月30日、NHK Eテレ） - 朗読
- よみがえる藤田嗣治〜天才画家の素顔〜（2018年8月26日、NHK総合） - ナビゲーター[73]
- 中国王朝 英雄たちの伝説「巨大遺産の謎 都・長安〜劉邦から西太后へ〜」（2019年3月13日、NHK BSプレミアム） - ナビゲーター
- 私と神戸ルミナリエ（2020年12月13日、サンテレビ） - ナビゲーター[74]
- 最後の講義「医師 吉岡秀人」（2022年3月13日、NHK BS1） - ナレーション
- 中国王朝 英雄たちの伝説「悪女たちの裏切り」（2022年3月28日、NHK BS4K / 2022年6月4日、NHK BSプレミアム・BS4K） - ナレーション[75]

### クイズ番組
- ネプリーグ (2007年7月2日、フジテレビ)

### PV
- 藤木直人「HEY! FRIENDS」
- 大山百合香「さよなら」[注 1]
- MAY「サライの風」
- 大山百合香「春色」
- FUNKY MONKEY BABYS「もう君がいない」（ジャケットにも起用）
- 中島美嘉「ORION」[注 2]

### CM
- 兵庫県 See阪神淡路キャンペーン（2001年）
- アサヒカメラ（2004年）
- ほっかほっか亭（2004年）
- KDDI au WIN（2005年）
- ジョンソン・エンド・ジョンソン
  - 2ウィーク アキュビュー®︎（2005年）
  - アキュビュー®︎（2017年）[76]
  - ワンデー アキュビュー®︎ オアシス®︎（2018年 - ）[77][78]
- 東京ディズニーシー
  - リズム・オブ・ワールド（2005年）
  - ハーバーサイド・クリスマス（2005年 - 2006年）
- 愛知県 知事選挙（2007年）
- サントリー
  - 百年茶（2007年）
  - 金麦
    - 金麦〈糖質70%オフ〉（2012年9月 - ）[79]
    - 金麦〈糖質75%オフ〉（2014年 - ）[80]
- トヨタ自動車 ラクティス 牛に願いを Love&FarmコラボCM（2007年）
- 京都きもの友禅（2007年8月 - 2009年）
- はるやま商事 メンズ/レディス フレッシャーズスーツ（2007年）
- カルビー じゃがりこ（2007年 - ）
- マツダ デミオ（2008年）
- 東日本フェリー ナッチャンRera×ナッチャンWorld（2008年）
- 日清食品 カップヌードルライト（2009年1月 - ）
- 三菱東京UFJ銀行 カードローン（2009年4月 - 2011年）[81]
- NHK地球エコ2009 スポットCM（2009年4月）
- セガ ぷよぷよ（2009年6月 - 2011年）
- ホーユー ビューティラボ（2009年9月 - ）
- モバゲータウン 怪盗ロワイヤル（2010年）
- アサヒ飲料
  - WONDA（2010年 - 2011年）
  - バヤリース（2011年5月 - 2012年）
- 東建コーポレーション ホームメイト（2010年11月 - 2011年）
- ミニストップ
  - ソフトクリームバニラ（2011年4月 - ）
  - ハロハロ（2011年7月 - ）
  - ベルギーチョコソフト（2011年8月 - ）
  - ハピリッチスイーツ（2011年10月 - ）
  - ダブルマンゴーパフェ（2012年7月 - ）
- ジャパンゲートウェイ Reveur（レヴール）（2013年3月 - ）
- GREE 釣り★スタ!（2013年）
- リクルート HOT PEPPER Beauty（2013年11月 - 2014年）
- 和田興産 ワコーレシティ神戸三宮（2014年）
- エスエス製薬 イブA錠EX（2014年11月 - 2015年9月）[82]
- ゼンショー すき家（2014年11月 - ）
- ロト7 「話は変わる」篇 第12話（2015年10月 - ）
- 大塚製薬 ソイジョイ クリスピー（2016年 - 2017年）[83]
- 神戸開港150年（2017年）
- 大樹生命保険（2019年3月 - ）[84]
- 江崎グリコ SUNAO（2019年5月 - ）[85]
- P&G アリエールバイオサイエンス（2020年9月 - ）[86]
- 佐川急便 GOAL®️（2020年9月 - ）[87]
- 中外製薬 「私だけの治療法をください。」篇（2020年12月 - 2021年12月）[88]
- オープンハウス（2021年）[89]
- ソニーネットワークコミュニケーションズ NURO 光（2024年1月 - ）[90]
- アフラック生命保険（2024年6月 - ）[91]
- グッチブランドアンバサダー（2025年）[92]

### 広告
- JR西日本（2004年）
- 「ビクター・甲子園ポスター」キャンペーン イメージキャラクター（2005年）
- 警視庁 2006年募集ポスター（2006年）
- OLIVE des OLIVE イメージキャラクター（2006年）
- 警察官 ポスターカレンダー（2007年）
- 厚生労働省 中小企業退職金共済 広報ポスター（2007年）
- 厚生労働省 中央職業能力開発協会 広報ポスター（2007年）
- 厚生労働省 労働保険適用促進月間 広報ポスター（2007年）
- 日本損害保険協会 防火ポスター（2007年）
- 愛知県 知事選挙 啓発ポスター（2007年）
- 国土交通省 エコレールマーク 広報ポスター（2008年）
- 消防試験研究センター 広報ポスター（2009年）
- 中央労働災害防止協会 全国安全週間 広報ポスター（2009年）
- アダストリア LEPSIM（レプシィム）2016 AUTUMN/WINTERブランドキャラクター（2016年）[93][94]
- 神戸開港150年 イメージキャラクター（2017年）[95]
- ランコム（LANCÔME）ミューズ（2018年 - ）
- GUCCI（2025年） - ブランドアンバサダー[96]

### ラジオ
- SCHOOL OF LOCK!「GIRLS LOCKS!」 4週目パーソナリティ（JFN・TOKYO FM、2007年4月23日 - 2009年1月19日）

### ラジオドラマ
- スタートライン（JFN系列、三ツ矢サイダーショートストーリー 「キミの笑顔」 第11週、2005年9月12日 - 16日）
- 岩井俊二プロデュース・円都通信　SEEDS OF MOVIES 「ひまわり」（TOKYO FM・JFN系列、2005年11月26日 - 2006年1月21日） - 坂井向日葵 役
- 東貴博のヤンピース　BITTER SWEET CAFE 「心霊探偵 八雲 〜 赤い瞳は知っている」（ニッポン放送、2006年12月11日 - 21日）

### イメージDVD
- Sweet（2002年12月25日、三和出版）
- 妖精の泉〜陽だまりをかんじながら〜（2004年7月30日、ベガファクトリー）
- Sweet 完全版（2005年9月30日、三和出版）
- NOTE（2007年5月25日、フォーサイド・ドット・コム)

## 書籍

### 写真集
- SANWA MOOK 美少女写真集 4 内緒なじゅもん（2001年12月、三和出版、撮影：小町剛廣） - ISBN 4-88356-877-6
- はじめて君と出会った夏休み。（2002年10月、彩文館出版、撮影：野川イサム） - ISBN 4-916115-93-7
- nature（2003年7月19日、ぶんか社、撮影：前村竜二） - ISBN 4-8211-2547-1
- SANWA MOOK 美少女写真集 7 生まれた泉（2004年6月、三和出版、撮影：小町剛廣） - ISBN 4-7769-0036-X
- 制コレISM03（2004年10月8日、集英社） - ISBN 4-08-102051-5
- ERIKA×CECIL McBEE「Vivace」（2009年4月、集英社、撮影：村山元一） - ISBN 4-08-102078-7
- IQUEEN VOL.7 戸田恵梨香 (PLUP SERIES)  通常版/SPECIAL EDITION（2012年3月31日、PARCO出版、撮影：北島明） - ISBN 4-89-194947-3

### トークエッセイ集
- 彼女（2022年12月20日、ワニブックス） - ISBN 978-4847072611

## 受賞
2008年度
- 第59回ザテレビジョンドラマアカデミー賞 助演女優賞（『流星の絆』）[97]

2009年度
- エランドール賞 新人賞[98]
- 東京ドラマアウォード2009 助演女優賞（『流星の絆』ほか）[99]

2010年度
- HAIR COLORING AWARD 2010 女優部門
- 第67回ザテレビジョンドラマアカデミー賞 主演女優賞（『SPEC〜警視庁公安部公安第五課 未詳事件特別対策係事件簿〜』）[100][101]

2012年度
- 第73回ザテレビジョンドラマアカデミー賞 助演女優賞（『鍵のかかった部屋』）[102]
- 第16回日刊スポーツドラマグランプリ 助演女優賞（『鍵のかかった部屋』）[103]
- 第22回TV-LIFE年間ドラマ大賞 助演女優賞（『鍵のかかった部屋』）[104]

2017年度
- ジャパンアクションアワード2018 ベストアクション女優賞優秀賞（『無限の住人』）[105][106]

2018年度
- 第14回コンフィデンスアワード・ドラマ賞 主演女優賞（『大恋愛〜僕を忘れる君と』）[107]
- 第99回ザテレビジョンドラマアカデミー賞 主演女優賞（『大恋愛〜僕を忘れる君と』）[108]

2019年度
- 第23回日刊スポーツドラマグランプリ 主演女優賞（『スカーレット』）[109]
- 第29回日本映画批評家大賞 主演女優賞（『あの日のオルガン』『最初の晩餐』）[110]

2020年度
- 美的ベストビューティウーマン[111]
- 第32回日本ジュエリーベストドレッサー賞 30代部門[112]